# Marek Čech (portero)
Marek Čech (Ostrava, República Checa, 8 de abril de 1976) es un exfutbolista y entrenador checo. Actualmente es entrenador de porteros del Football Club Slovan Liberec.

## Selección nacional
Ha sido internacional con la Selección de fútbol de la República Checa, ha jugado 1 partido internacional.

## Clubes

### Como jugador
| Club                        | País            | Año       |
| --------------------------- | --------------- | --------- |
| VTJ Hranice                 | República Checa | 1996      |
| Baník Ostrava               | República Checa | 1997-1998 |
| MFK Frýdek-Místek           | República Checa | 1998      |
| NH Ostrava                  | República Checa | 1999-2000 |
| FK Fotbal Třinec            | República Checa | 2000      |
| MŠK Žilina                  | Eslovaquia      | 2001-2003 |
| FK Fotbal Třinec            | República Checa | 2003      |
| FC Spartak Trnava           | Eslovaquia      | 2003-2004 |
| Slovan Liberec              | República Checa | 2004-2007 |
| FC Luch-Energia Vladivostok | Rusia           | 2007-2008 |
| Lokomotiv de Moscú          | Rusia           | 2008-2010 |
| FC Zhemchuzhina-Sochi       | Rusia           | 2011      |
| FC Viktoria Plzeň           | República Checa | 2011-2012 |
| AC Sparta Praha             | República Checa | 2012-2014 |
| Delhi Dynamos FC            | India           | 2014      |
| FK Dobrovice                | República Checa | 2015-2017 |
| Frýdlant nad Ostravicí      | República Checa | 2017-2019 |
| FK Přepeře                  | República Checa | 2019-2020 |

### Como entrenador
| Club                            | País            | Año           |
| ------------------------------- | --------------- | ------------- |
| MFK Frýdek-Místek (de porteros) | República Checa | 2015-2017     |
| Slovan Liberec(de porteros)     | República Checa | 2018-presente |

## Palmarés

### Campeonatos nacionales
| Título         | Club           | País            | Año  |
| -------------- | -------------- | --------------- | ---- |
| Corgoň Liga    | MŠK Žilina     | Eslovaquia      | 2002 |
| Gambrinus Liga | Slovan Liberec | República Checa | 2006 |